# Euphorbia dumeticola
Euphorbia dumeticola ist eine Pflanzenart aus der Gattung Wolfsmilch (Euphorbia) in der Familie der Wolfsmilchgewächse (Euphorbiaceae).

## Beschreibung
Die sukkulente Euphorbia dumeticola bildet strauchartige Bäume bis etwa 4 Meter Höhe aus. Die vierkantigen Zweige werden 2 bis 4 Zentimeter breit und sind durch leichte Einschnürungen in 10 bis 20 Zentimeter lange Abschnitte gegliedert. An den mehr oder weniger geflügelten Kanten stehen in einem Abstand von etwa 10 Millimeter zueinander buchtige Zähne. Die länglich dreieckigen Dornschildchen verwachsen an den Rändern allmählich miteinander. Es werden 3 bis 10 Millimeter lange Dornen und weiche, 0,5 Millimeter lange Nebenblattdornen ausgebildet.
Der Blütenstand besteht aus einfachen und einzelnen Cymen, die nahezu sitzend sind. Die Cyathien erreichen einen Durchmesser von 3,5 Millimeter. Die länglichen Nektardrüsen stehen einzeln und sind gelb gefärbt. Der Fruchtknoten ist deutlich gelappt und nahezu sitzend. Über Früchte und Samen ist nichts bekannt.

## Verbreitung und Systematik
Euphorbia dumeticola ist in der Schlucht des Ruaha in Tansania auf steinigen Böschungen mit dichtem Gebüsch in Höhenlagen von 500 Meter verbreitet.
Die Art steht auf der Roten Liste der IUCN und gilt als stark gefährdet (Endangered).
Die Erstbeschreibung der Art erfolgte 1976 durch Peter René Oscar Bally und Susan Carter Holmes. Ein Synonym zu der Art ist Euphorbia platyacantha Pax (1904).